# Supercoppa svizzera (pallavolo maschile)
La Supercoppa svizzera è una competizione pallavolistica per squadre di club svizzere maschili, organizzata con cadenza annuale dalla SV.

## Edizioni
| Edizione      | Edizione          | Podio         | Podio         | Podio         |               |
| Anno          | Sede della finale | Campione      | Risultato     | Finalista     |               |
| ------------- | ----------------- | ------------- | ------------- | ------------- | ------------- |
| 1995 Dettagli | -                 | Näfels        | 3 - 1         | Losanna       |               |
| 1996 Dettagli | -                 | Näfels        | 3 - 1         | Chênois       |               |
| 1997 Dettagli | -                 | Chênois       | -             | -             |               |
| 1998 Dettagli | -                 | Näfels        | 3 - 0         | Lutry-Lavaux  |               |
| 1999 Dettagli | Sursee            | Näfels        | 3 - 0         | Amriswil      |               |
| 2000-2001     | -                 | Non disputata | Non disputata | Non disputata | Non disputata |
| 2002 Dettagli | Losanna           | Näfels        | -             | -             |               |
| 2003 Dettagli | Losanna           | Näfels        | -             | -             |               |
| 2004 Dettagli | Losanna           | Näfels        | -             | -             |               |
| 2005 Dettagli | -                 | Chênois       | -             | -             |               |
| 2006 Dettagli | -                 | Näfels        | -             | -             |               |
| 2007 Dettagli | Losanna           | Amriswil      | 3 - 2         | Näfels        |               |
| 2008 Dettagli | Losanna           | Losanna UC    | 3 - 1         | Näfels        |               |
| 2009 Dettagli | Losanna           | Losanna UC    | 3 - 2         | Amriswil      |               |
| 2010 Dettagli | Losanna           | Chênois       | 3 - 2         | Amriswil      |               |
| 2011 Dettagli | Losanna           | Chênois       | 3 - 0         | Losanna UC    |               |
| 2012 Dettagli | Losanna           | Lugano        | 3 - 0         | Amriswil      |               |
| 2013-2014     | -                 | Non disputata | Non disputata | Non disputata | Non disputata |
| 2015 Dettagli | Zurigo            | Losanna UC    | 3 - 1         | Lugano        |               |
| 2016 Dettagli | Friburgo          | Amriswil      | 2 - 0         | Näfels        |               |
| 2017 Dettagli | Friburgo          | Amriswil      | 3 - 1         | Näfels        |               |
| 2018 Dettagli | Muri bei Bern     | Losanna UC    | 3 - 0         | Amriswil      |               |
| 2019 Dettagli | Muri bei Bern     | Amriswil      | 3 - 2         | Losanna UC    |               |
| 2020 Dettagli | Muri bei Bern     | Lucerna       | 3 - 0         | Losanna UC    |               |
| 2021 Dettagli | Muri bei Bern     | Jona          | 3 - 0         | Chênois       |               |
| 2022 Dettagli | Muri bei Bern     | Amriswil      | 3 - 0         | Chênois       |               |
| 2023 Dettagli | Muri bei Bern     | Chênois       | 3 - 0         | Schönenwerd   |               |
| 2024 Dettagli | Muri bei Bern     | Amriswil      | 3 - 2         | Schönenwerd   |               |

## Palmarès
| Squadra    | Titolo | Edizione                                       |
| ---------- | ------ | ---------------------------------------------- |
| Näfels     | 8      | 1995, 1996, 1998, 1999, 2002, 2003, 2004, 2006 |
| Amriswil   | 6      | 2007, 2016, 2017, 2019, 2022, 2024             |
| Chênois    | 5      | 1997, 2005, 2010, 2011, 2023                   |
| Losanna UC | 4      | 2008, 2009, 2015, 2018                         |
| Lugano     | 1      | 2012                                           |
| Lucerna    | 1      | 2020                                           |
| Jona       | 1      | 2021                                           |